# Primus (Transformers)
Primus is een personage uit de Transformers franchise. In veel incarnaties is hij een godachtige Transformer, en de schepper van de andere Transformers. Tevens is hij de tegenpool van Unicron.

## Marvel Comics
Primus maakte zijn debuut in de Britse versie van de Transformersstrips gepubliceerd door Marvel Comics. In dit verhaal waren Primus en Unicron verantwoordelijk voor de Oerknal waar het huidige universum uit ontstaan is. Unicron had het vorige Universum geheel verslonden, en Primus maakte daarom een nieuwe. Uiteindelijk werden zowel Primus als Unicron door hun gevechten gevangen in metalen planetoïden.
Primus schiep in zijn nieuwe vorm een ras van robots om Unicron te stoppen. Dit werden de Transformers. Hij gaf hun ook de Autobot Matrix of Leadership. Daarna schakelde Primus zichzelf uit tot hij weer nodig was. In 1991 werd hij weer geheractiveerd om Unicron tegen te houden.

## Originele dertien Transformers
In een stripserie die enkel verspreid werd tijdens een Transformersbeurs werd onthuld dat Primus al eerder experimenteerde met het maken van robots. Deze twaalf robots stonden bekend als de Covenant. Ze waren gebaseerd op de zodiak.
Toen Dreamwave Productions de rechten op Transformers-strips in handen kreeg, hanteerden ze hetzelfde idee. In hun stripserie experimenteerde Primus met 13 robots. Deze zijn niet alle dertien geïdentificeerd. De eerste was in elk geval Vector Prime.

## Beast Wars
Hoewel Primus niet voorkwam in de originele animatieserie (daarin waren de Transformers een creatie van de Quintessons, werd hij wel een paar keer genoemd in de serie Beast Wars. De personages verwijzen vaak naar hem zoals mensen naar God verwijzen, met uitspraken als:
- "By Primus, NO!"
- "Primus help us all..."
- "By the code of Primus."

## Unicron Trilogy
Primus maakte zijn animatieseriedebuut in de Unicron Trilogie. In deze trilogie van series waren Unicron en Primus broers, en beide erfgenamen van de Allspark. In de serie Transformers: Energon verscheen Primus als een energiewezen dat ronddwaalde in de kern van de planeet Cybertron. Hij werd beschouwd als de zelfbewuste energiekern van de planeet. Hij gaf de jonge Kicker de gave om Energon te detecteren. Ook onthulde hij waar de legendarische Omega Supreme zich bevond zodat de Autobots zijn hulp in konden roepen voor de strijd tegen Unicron.
In Transformers: Cybertron verscheen Primus in zijn volledige vorm. Hierin werd onthuld dat de hele planeet Cybertron het lichaam van Primus is. Primus’ lichaam werd ontwaakt met behulp van de Cyber Planet Keys, waarna hij het zwarte gat dat het universum bedreigde kon stoppen. Hij was als enige in staat om Starscream, die zelf tot enorm formaat was gegroeid, te stoppen.

## Speelgoed van Primus
Slechts een speelgoedmodel is ooit gemaakt van Primus: als onderdeel van de Cybertron speelgoedserie. Deze speelgoedversie was een triple-changer. Hij kon naast zijn robotmode en planeetmode ook veranderen in een ruimteschip.